# Henriette Hirschfeld-Tiburtius

Henriette Hirschfeld-Tiburtius

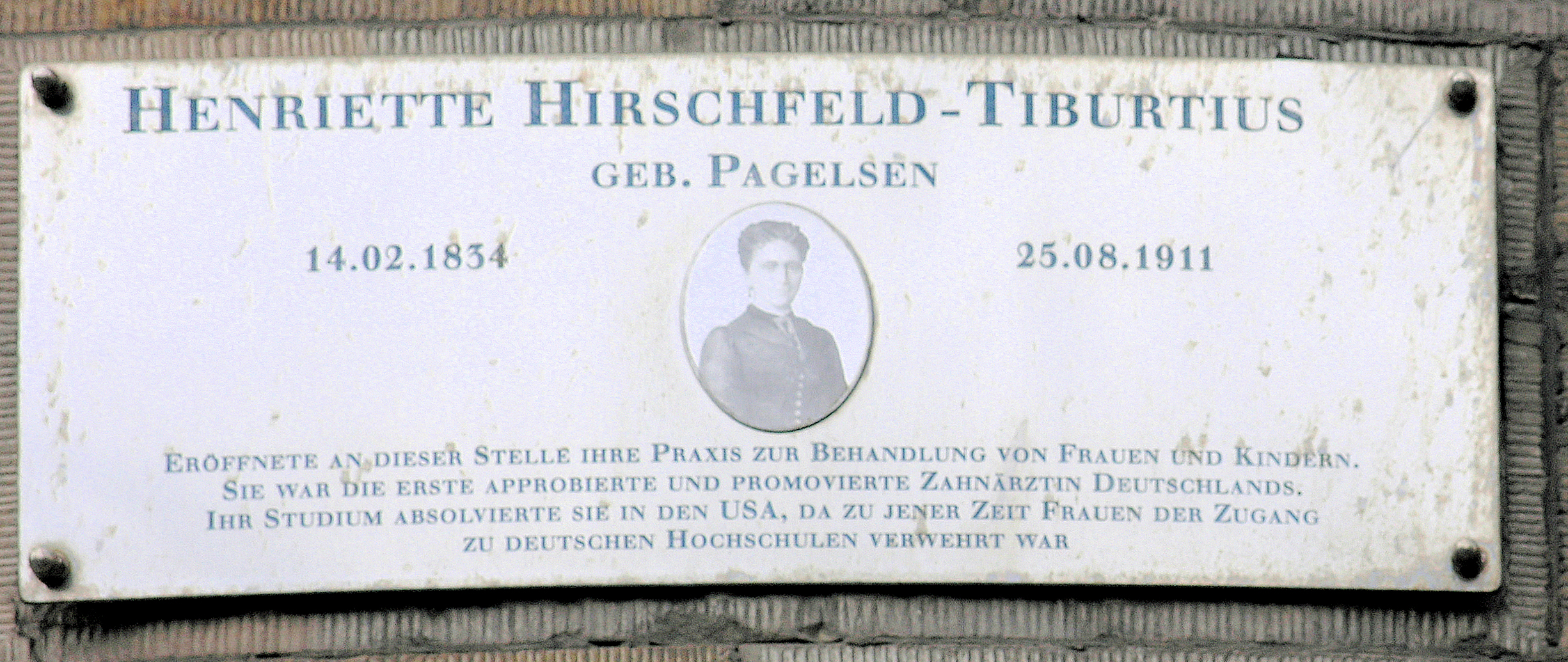
Gedenktafel am Haus, Behrenstraße 9, in Berlin-Mitte

Henriette Therese Friederike Hirschfeld-Tiburtius (geb. Pagelsen) (* 14. Februar 1834 in Westerland auf Sylt; † 25. August 1911 in Berlin) war die erste niedergelassene Zahnärztin in Deutschland. Sie hatte in den USA Zahnmedizin studiert und setzte sich für das Frauenstudium ein. Die Tatsache, dass sie auch als verheiratete Mutter weiterhin ihren Beruf als Ärztin ausübte, war zu einem Zeitpunkt, als Frauen in Deutschland noch nicht zum Studium zugelassen wurden, ungewöhnlich.

## Leben
Die Frauenrechtlerin Helene Lange schrieb über Tiburtius’ Leben: „Was ihrem ganzen Wesen zuwiderlief, war die Gleichgültigkeit, die gegebene Zustände als unabänderlich hinnimmt.“

### Jugend
Henriette kam am 14. Februar 1834 in Westerland als drittes Kind der Pastorenfamilie Pagelsen auf die Welt. Bald zog die Familie auf das Festland, wo die 19-Jährige mit einem Gutsbesitzer, dem 30-jährigen Christian Hirschfeld verheiratet wurde. Das Paar bewirtschaftete den großen Erbpachthof Hammer in der Nähe von Kiel. Die Ehe verlief unglücklich. Die zunehmende Trunksucht des Gatten und sein fehlendes wirtschaftliches Talent führten zur Verschuldung des Hofes. Nach einigen leidvollen Erlebnissen verließ Henriette Hirschfeld 1860 ihren Ehemann und wurde 1863 von ihm geschieden. Christian Hirschfeld starb am 26. Juli 1867.

### Studium
Mittellos und auf sich allein gestellt zog Henriette Hirschfeld zu einer verheirateten Freundin nach Berlin. Zufällig las sie in einem Zeitungsartikel von den englischen Schwestern Elizabeth Blackwell und Emily Blackwell, die nach einem Studium in den USA als erste niedergelassene Ärztinnen in New York praktizierten. Da Henriette Hirschfeld seit ihrer Kindheit häufig unter Zahnschmerzen litt, deren Behandlung sie als unsanft und ungeschickt empfand, beschloss sie Zahnärztin zu werden.
Die Ausbildung zum Zahnarzt war in Deutschland Mitte des 19. Jahrhunderts noch nicht klar geregelt – ein reguläres staatliches Studium der Zahnmedizin gab es noch nicht. Zudem war Frauen der Zugang zu Universität in Deutschland bis zu Beginn des 20. Jahrhunderts verwehrt. Henriette Hirschfeld reiste daher im Oktober 1867 allein nach Philadelphia, USA. Mit großer Beharrlichkeit erreichte sie, dass sie zum Studium am Pennsylvania College of Dental Surgery zugelassen wurde. Als zweite Frau wurde sie in den USA zum Studium zugelassen. Bislang hatte lediglich die Amerikanerin, Lucy Hobbs, ein Dental College in Cincinnati absolviert – allerdings nur für ein Jahr, wobei die reguläre Studienzeit zwei Jahre betrug. Nachdem Henriette Hirschfeld die anfänglichen Widerstände überwunden hatte, wurde sie von ihren männlichen Kollegen „freundlich und rücksichtsvoll“ behandelt. Ihre anatomischen Studien musste sie allerdings aus Schicklichkeitsgründen noch einige Zeit am Women’s Medical College machen. Die Deutsche zeigte sich „mit geschickter Hand und Lerneifer“ fortan allen Herausforderungen gewachsen. Sie lernte Englisch ebenso wie Anatomie und Physiologie, Operationstechniken und fertigte Laborarbeiten an. Nach zweijähriger Studienzeit schloss sie am 27. Februar 1869 (wenige Tage nach ihrem 35. Geburtstag) das Studium mit dem Titel „Doctor of Dental Surgery“ erfolgreich ab. In den USA war sie die erste Frau, die ein reguläres Studiums an einen Dental College abgeschlossen hatte.

### Praxisgründung
Nach ihrem Abschluss kehrte sie nach Deutschland zurück und eröffnete in der Behrenstraße Nr. 9 in Berlin, einer Parallelstraße der Prachtstraße Unter den Linden, gemeinsam mit Franziska Tiburtius eine Praxis. Die beiden Medizinerinnen zählten, ebenso wie Emilie Lehmus, zu den ersten niedergelassenen Ärztinnen in Deutschland.
Henriette Hirschfeld behandelte vornehmlich Frauen und Kinder, was den damaligen Vorstellungen des Bürgertums entsprach und was auch sie sich zu ihren Prinzipien gemacht hatte. Allerdings machte sie auch Ausnahmen. Die Praxis lief von Beginn an über Erwarten gut und brachte in den nächsten Jahrzehnten „glänzenden materiellen Erfolg“. Ihr exzellenter Ruf als Zahnärztin wurde durch die Benennung zur Hofärztin der Kronprinzessin Victoria, ihrer Kinder und gelegentlich auch ihres Ehegatten dem späteren Kaiser Friedrich III. bestätigt.

„Ich musste […] an unsere erste und einzige Zahnärztin denken, an die kleine, überaus zarte und schwächliche Frau Dr. Tiburtius, die mir erst kürzlich mit so großer Geschicklichkeit einen colossalen Backenzahn mittels Gasbetäubung ausgezogen hat“

### Privatleben
Im Winter 1872 heiratete Henriette Hirschfeld ihren langjährigen Verlobten, den Militärarzt a. D. Karl Tiburtius. Sie bekamen die zwei Söhne Carl und Franz, wobei Henriette Hirschfeld-Tiburtius bei der zweiten Geburt bereits 42 Jahre alt war – ein für die damalige Zeit außergewöhnliches Alter für die Mutterschaft. Trotz Familiengründung gab sie ihren Beruf nicht auf, obwohl diese Kombination von Mutterschaft und Berufstätigkeit damals für Frauen noch als „unschicklich“ galt.
Ihr jüngerer Sohn, Dr. Franz Tiburtius, wurde am 24. Januar 1876 geboren und starb als Marineoberassistenzarzt am 5. Juli 1904 beim Herero-Aufstand in Deutsch-Südwestafrika.

### Soziale Tätigkeiten
Neben Mutterschaft, Berufstätigkeit und Ehe engagierte sie sich leidenschaftlich für die weniger Begüterten. Die Freundschaft mit ihrem späteren Ehemann hat wohl auch dazu geführt, dass dieser seine Schwester Franziska Tiburtius für die Aufnahme eines Medizinstudiums in Zürich begeistern konnte, welches sie 1876 erfolgreich abschloss.
In einem Arbeiterviertel in Berlin-Mitte gründete Henriette Hirschfeld-Tiburtius, 1878, zusammen mit ihrer Schwägerin Franziska Tiburtius und deren Kollegin Emilie Lehmus die erste von Frauen geleitete Praxis, die später zur Poliklinik „für minderbemittelte Frauen“ erweitert wurde.
Kurze Zeit später gründete sie den „Verein zur Rettung minorener Mädchen“ sowie das „Heimathaus für stellungsuchende Mädchen“, später kam ein „Versorgungshaus für gefallene Mädchen und Frauen“ hinzu. 1881 eröffnete Henriette Hirschfeld-Tiburtius als Erweiterung zur Poliklinik weiblicher Ärzte eine Pflegestation für Frauen in ihrer alten Wohnung in der Berliner Friedrichstraße, um auch eine stationäre Versorgung anbieten zu können.

### Tod
Nach 30-jähriger Praxistätigkeit zog sich Henriette Hirschfeld-Tiburtius aus der tätigen Praxis zurück und zog auf ihren Altersruhesitz nach Berlin-Marienfelde. Am 25. August 1911 starb sie nach kurzer Krankheit.

## Ehrungen

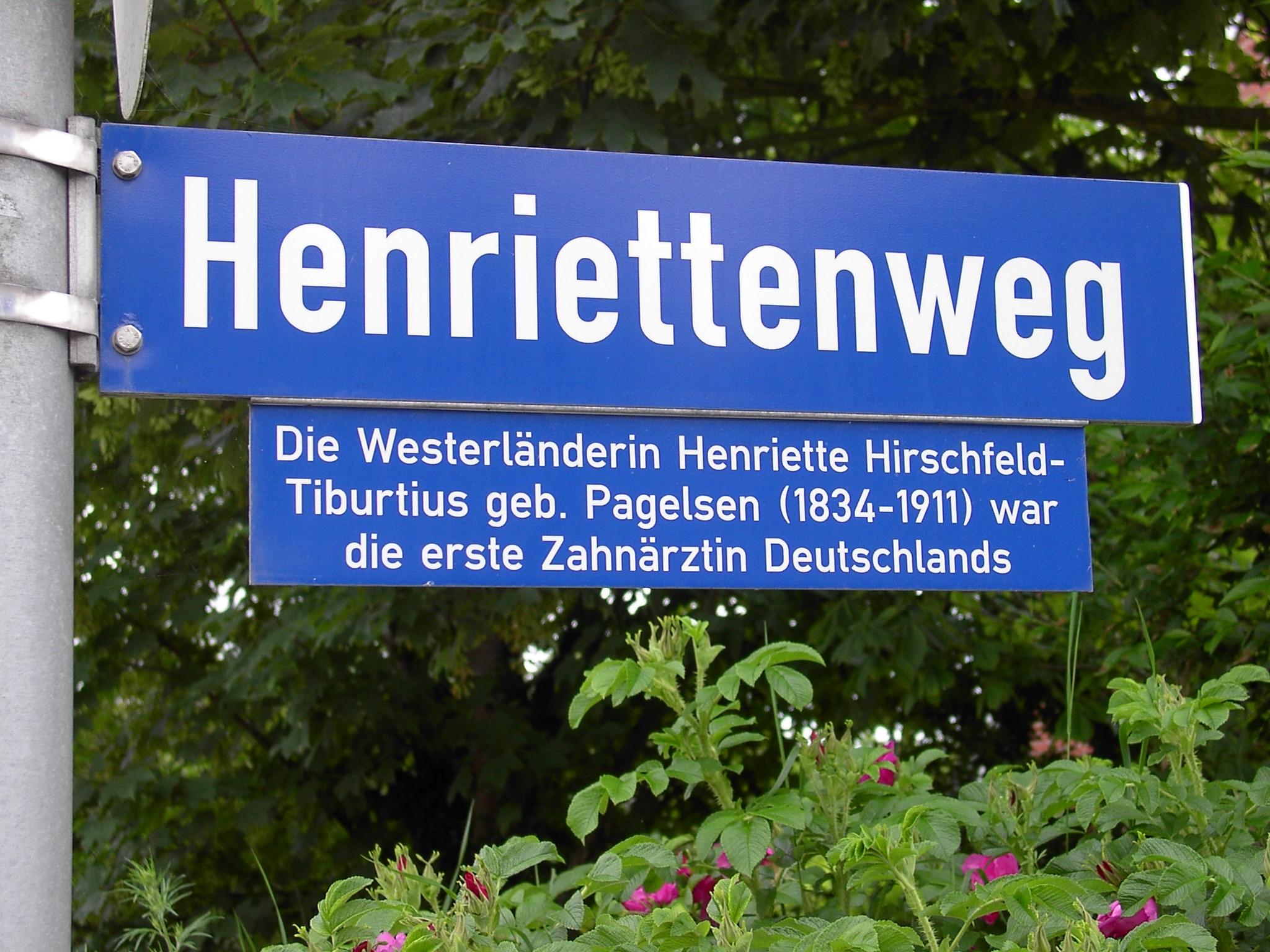
Straßenschild in Sylt-Westerland.

Zum Gedenken an Henriette Hirschfeld-Tiburtius ist am Haus Behrenstraße 9/Berlin-Mitte, ihrem damaligen Praxisstandort, am 14. Februar 1998 eine Erinnerungsplakette angebracht worden.
Während der 50. Jahrestagung der Zahnärztekammer Schleswig-Holstein in Sylt-Westerland erhielt am 9. Mai 2008 ein bislang namenloser Fußgängerweg zwischen der Norderstrasse und dem Lornsenweg in Verlängerung der Waldstraße auf Beschluss der Gemeindeversammlung zu Ehren der ersten Zahnärztin Deutschlands den Namen „Henriettenweg“.
Der Jahreskongress des Dentista e. V., einem Zahnärztinnenverband, findet als Hirschfeld-Tiburtius-Symposium statt und ist Henriette Hirschfeld-Tiburtius gewidmet. Er findet traditionell im Kaiserin-Friedrich-Haus der Kaiserin-Friedrich-Stiftung in Berlin statt, die mit Henriette Hirschfeld-Tiburtius historisch verbunden ist.